# Louvor Eletro Acústico
Louvor Eletro Acústico, também chamado de Eletro Acústico 1 é o primeiro álbum ao vivo do cantor cristão Paulo César Baruk em parceria com a Banda Salluz, lançado em 2005.
O álbum mescla músicas inéditas com regravações de sucessos dos álbuns anteriores do cantor.
Eletro Acústico foi indicado às categorias "Melhor Versão" e "Melhor Álbum Independente" no Troféu Talento.

## Faixas
1. Reina em Mim
2. Só quero Estar
3. Viver em Comunhão
4. Te Amo Tanto
5. Dependo de Ti
6. Meu Senhor Jesus Cristo
7. Quanto Amor
8. Tu És Santo
9. Oh Glória
10. Solo Bateria
11. É Bom Louvar
12. Prostrado
13. Ministração
14. Confiar em Ti / O Choro
15. Oh Glória II